# Rosa di sangue (film 1940)
Rosa di sangue (Angélica) è un film del 1940 diretto da Jean Choux. Il soggetto è tratto dal romanzo Les Compagnons d'Ulysse di Pierre Benoît.

## La trama
Un giovane rivoluzionario sudamericano riesce a deporre il dispotico governatore del paese, dopo la battaglia, un suo sottoposto in preda ai fumi dell'alcol violenta una minorenne; la sorella di questa invece crede colpevole lo stesso rivoluzionario verso il quale rivolge il suo odio.
Il tentativo di arrestare il presunto colpevole va a buon fine, solo più tardi la ragazza apprende la verità degli accadimenti, inutile la sua richiesta di perdono, dopo di che deciderà di ritirarsi per sempre in convento mentre l'innocente rivoluzionario torna al potere.

## La critica
- Giuseppe Isani, in Cinema del 10 marzo 1940  « Vi ricordate certi testi di canzoni popolari a base di gauchi e di ultimi tanghi? Ce n'era una che nella sua drammaticità suonava così : Beffardo il gaucho entrò, la bella egli afferrò...ecc. Per tutta la durata di Rosa di sangue, per una strana associazione di idee, quel motivo e più ancora quelle parole ci perseguitarono, scoprendo lentamente ma inesorabilmente tutto il substrato retorico e di grana grossa di quel lavoro. Non bastano discorsetti o sparatorie mal organizzate a dare climi da rivoluzione, ne i pini della campagna romana sono la flora più adatta per dare ambienti sud americani...»